# Keila kommun
Keila kommun (estniska: Keila vald) var en tidigare kommun i landskapet Harjumaa i nordvästra Estland, cirka 40 kilometer väster om huvudstaden Tallinn. Staden Keila utgjorde kommunens centralort, även om staden inte ingick i kommunen utan utgjorde (och ännu utgör) en egen stadskommun (Keila linn).
Kommunen uppgick den 23 oktober 2017 i den då nybildade Lääne-Harju kommun.

### Karta

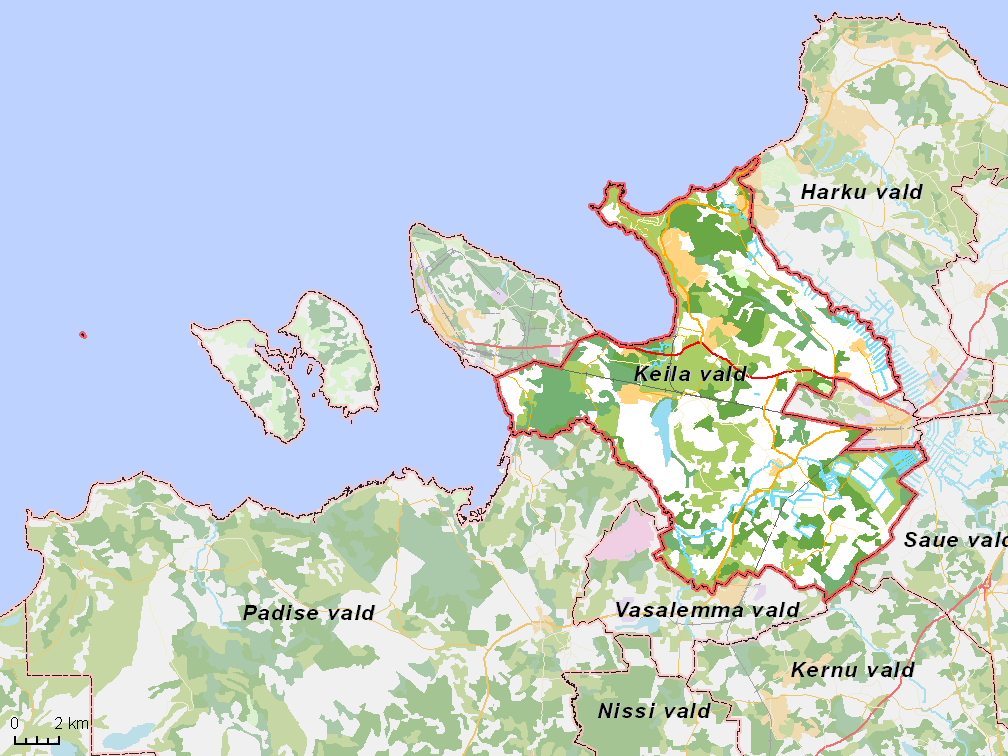
Översiktlig karta över den dåvarande kommunen.

## Orter
I Keila kommun fanns tre småköpingar och 19 byar.

### Småköpingar
- Karjaküla
- Klooga
- Keila-Joa

### Byar
- Illurma
- Keelva
- Kersalu
- Kloogaranna
- Kulna
- Käesalu
- Laoküla
- Laulasmaa
- Lehola
- Lohusalu
- Maeru
- Meremõisa
- Nahkjala
- Niitvälja
- Ohtu
- Põllküla
- Tuulna
- Tõmmiku
- Valkse